# Aeropuerto de Búzios
Aeropuerto de Búzios (IATA: BZC, OACI: SSBZ), es un aeropuerto que sirve a la ciudad de Búzios , en la Región de Lagos , en la costa de Río de Janeiro.

## Historia
El aeropuerto fue inaugurado en 2003 y está dedicado a la aviación general . El 11 de julio de 2012 la instalación fue cerrada temporalmente para realizar trabajos de renovación exigidos por la Agencia Nacional de Aviación Civil de Brasil. Sin embargo, el 28 de mayo de 2016, luego de completar las remodelaciones y trámites legales, el aeropuerto fue nuevamente abierto para la aviación general.

## Aerolíneas y destinos
| Aerolíneas   | Destinos                                                        |
| ------------ | --------------------------------------------------------------- |
| Azul Conecta | Temporada: Belo Horizonte–Confins, Río de Janeiro–Santos Dumont |

## Acceso
El aeropuerto está ubicado a 8 km (5 millas) del centro de Búzios.